# Une vie à deux (film, 1999)
Pour les articles homonymes, voir Une vie à deux et Notre histoire (homonymie).
Pour plus de détails, voir Fiche technique et Distribution.
Une vie à deux (The Story of Us) ou Notre histoire au Québec est une comédie de drame romantique américaine réalisée par Rob Reiner, sortie en 1999.
Le film suit alors Ben et Katie Jordan qui se remémorent leur rencontre puis leurs 15 années de mariage, ponctuées par la naissance de leurs 2 enfants.

## Synopsis
Le film s'ouvre avec Ben Jordan et sa femme Katie faisant des monologues sur leurs perspectives de mariage et leur propre mariage. Ils sont mariés depuis 15 ans et ont deux enfants, Erin et Josh, une belle maison et une vie confortable.
Leur mariage initialement heureux, cependant, se transforme en imposture - une performance qu'ils livrent quotidiennement au profit de leurs enfants. Dans les coulisses, ils ne peuvent plus se supporter.
Ils se sont rencontrés alors qu'ils travaillaient pour une émission comique et se sont instantanément connectés. Katie revient sur des moments où ils se sont disputés, disant qu'ils ont finalement remplacé la dispute par le silence.
En envoyant leurs enfants au camp d'été, Ben et Katie entament une séparation d'essai, au cours de laquelle tous deux essaient de se rappeler ce qu'il en est de l'autre qui les a amenés à tomber amoureux en premier lieu.
Ils rencontrent tous les deux leurs cercles d'amis correspondants, chacun partageant ce qui se passe dans leurs relations, y compris l'intimité, à l'exception des Jordans. Ben revient sur un appel téléphonique avec Katie, où aucun des deux n'écoute vraiment l'autre.
Une nuit, après que chacun d'eux a eu un flashback positif, ils ont un bref appel au sujet des enfants. Un autre jour, elle l'appelle pour lui demander un numéro et l'avertir que son nettoyage à sec a été livré, et il se rend à la maison pour le dîner. Les deux sont nerveux, mais le dîner se passe bien, alors ils vont dans leur chambre. Ils discutent de leurs différents conseillers conjugaux qu'ils ont vus au fil des ans, puis ont tous deux l'impression que leurs parents correspondants sont présents. Alors que Ben aimerait juste se réconcilier, Katie dit qu'ils doivent d'abord réparer les problèmes. Après qu'il a été dit qu'elle était devenue sa mère, elle dit va te faire foutre en s'enfuyant.[pas clair]
Au milieu de l'été, ils vont à la fête des parents au camp. Ben tombe en panne en les voyant, mais ils gardent leur sang-froid tout au long de la journée. Erin se faufile dans leur chambre cette nuit-là. Il revient il y a un an. Ben et Katie ont fait un voyage en Italie, qui a bien fonctionné jusqu'à leur retour à la maison, où ils sont revenus aux anciens schémas.
De retour chez elle, Katie se rend à un cours de cuisine thaïlandaise recommandé par un divorcé. Il l'invite à dîner. En attendant, Ben va dîner avec un couple avec qui il est ami. Après un effondrement, il a une révélation sur son point de vue. Se précipitant chez lui, il trouve sa femme en train de préparer le dîner avec le divorcé.
Un peu avant que Ben et Katie n'aillent chercher les enfants au camp, ils conviennent d'un plan à raconter aux enfants, en commençant par un bon dîner. Sur le chemin, elle a un flot d'événements qu'ils ont traversés, bons et mauvais. Cette fois, Katie pleure en voyant les enfants. Ben nomme le restaurant sur lequel ils s'étaient mis d'accord, mais elle en propose un autre. Puis elle déclame encore et encore, essentiellement ils doivent prendre le mal avec le bien. Et ils restent ensemble.

## Fiche technique
- Titre français : Une vie à deux
- Tite québécois : Notre histoire
- Titre original : The Story of Us
- Réalisation : Rob Reiner
- Scénario : Alan Zweibel et Jessie Nelson
- Cheffe décoratrice : Lilly Kelvert
- Photographie : Michael Chapman
- Montage : Alan Edward Bell et Robert Leighton
- Musique : Eric Clapton et Marc Shaiman
- Producteurs : Rob Reiner, Jessie Nelson et Alan Zweibel
  - Producteur exécutif : Frank Capra III
- Société de production : Castle Rock Entertainment
- Sociétés de distribution : Universal Pictures (Amérique du Nord), Warner Bros. Pictures (France)
- Budget : 50 000 000 $
- Pays de production :  États-Unis
- Langue originale : anglais, italien
- Format : couleur - 1.85:1 - DTS - Dolby Digital - SDDS
- Genre : comédie, drame, romance
- Durée : 95 minutes
- Dates de sortie : 
  -  États-Unis :
    - 13 octobre 1999 (première)
    - 15 octobre 1999 (sortie nationale)

  -  France : 24 mai 2000
- Classification :
  -  États-Unis : Rated R (langage grossier et brève scène de sexualité)
  -  France : Tous Publics

## Distribution
- Bruce Willis (VF : Bernard Métraux ; VQ : Jean-Luc Montminy) : Ben Jordan
- Michelle Pfeiffer (VF : Emmanuelle Bondeville ; VQ : Claudie Verdant) : Katie Jordan
- Rob Reiner (VF : Sylvain Lemarié) : Stan
- Rita Wilson (VF : Marie Vincent ; VQ : Johanne Garneau) : Rachel
- Tim Matheson (VF : Gabriel Le Doze ; VQ : Pierre Auger) : Marty
- Betty White (VF : Régine Blaess) : Lilian Jordan
- Colleen Rennison : Erin Jordan à 10 ans
- Jake Sandvig (en) : Josh Jordan à 12 ans
- Casey Boersma : Josh Jordan à 2 ans et demi
- Julie Hagerty (VF : Kelvine Dumour) : Liza
- Tom Poston : Harry
- Jayne Meadows (VF : Michèle Bardollet) : Dot
- Paul Reiser : Dave, l'agent de Ben
- Art Evans : George

## Récompenses
- Nommé aux Hollywood Makeup Artist and Hair Stylist Guild Awards  de 2000 pour le « meilleur maquillage contemporain » (Best Contemporary Makeup - Feature) en faveur de Ronnie Specter.
- Nommé aux Satellite Awards de 2000 pour le Golden Satellite de la meilleure chanson de film (Best Original Song) pour Get Lost.
- Nommé aux Young Artist Awards de 2000 pour la « meilleure jeune actrice dans un second rôle » (Best Performance in a Feature Film - Supporting Young Actress) en faveur de Colleen Rennison.